# 3082 Dzhalil
3082 Dzhalil è un asteroide della fascia principale del diametro medio di circa 16,65 km. Scoperto nel 1972, presenta un'orbita caratterizzata da un semiasse maggiore pari a 2,5775895 UA e da un'eccentricità di 0,0761523, inclinata di 10,33816° rispetto all'eclittica.
L'asteroide è dedicato a Musa Mustafovich Dzhalil' (1906-1944), poeta sovietico tataro.